# Coccyzus vetula
Coccyzus vetula е вид птица от семейство Cuculidae.

## Разпространение
Видът е разпространен в Ямайка.